# Eptatretus fernholmi
Eptatretus fernholmi är en ryggsträngsdjursart som beskrevs av A.J.S. McMillan och Robert L. Wisner 2004. Eptatretus fernholmi ingår i släktet Eptatretus och familjen pirålar. IUCN kategoriserar arten globalt som otillräckligt studerad. Inga underarter finns listade i Catalogue of Life.